# House (televisieserie)
House M.D. (ook wel House genoemd) is een Amerikaanse ziekenhuisserie, ontwikkeld door David Shore voor de Amerikaanse televisiezender Fox. De hoofdrol van Dr. Gregory House wordt vertolkt door de Engelse acteur Hugh Laurie. De serie liep acht seizoenen.
House werd na zijn debuut in 2004 meermaals met prijzen bekroond. In Nederland werd de serie door SBS6, Net5 en RTL 8 uitgezonden. Dat is in december 2010 hervat vanaf aflevering 1 seizoen 1, maar midden 2011 afgebroken. In België werd de serie oorspronkelijk uitgezonden door VTM. Sinds september 2007 was de reeks te volgen op KanaalTwee. Sinds augustus 2012 startte VTM opnieuw met uitzenden van de reeks, vanaf aflevering 1 seizoen 1. House is ook te zien op de zender STAR Channel (tot 2023: Fox) en op de digitale zender 13th Street. In de Verenigde Staten is de titelsong van House Teardrop van Massive Attack, in Europa zijn andere nummers gebruikt.
Het team van het eerste seizoen blijft vrijwel alle acht seizoenen in tact, met uitzondering van Dr. Allison Cameron (gespeeld door Jennifer Morrison), die na het zesde seizoen niet meer terugkeert, en Dr. Lisa Cuddy (gespeeld door Lisa Edelstein) die de serie na het zevende seizoen verlaat.

## Verhaal
De Britse acteur Hugh Laurie speelt Dr. Gregory House, een medisch genie dat een team van jonge diagnostici leidt. Hij is niet alleen erg op zichzelf, maar ook bot en onbehouwen en zou het liefst alle contact met zijn patiënten vermijden. Zijn directe manier van communiceren en cynische opmerkingen maken het voor veel mensen bijna onmogelijk om met hem om te gaan. Deels komt zijn gedrag door de chronische pijn in zijn rechterbeen, ontstaan door een verkeerde medische behandeling. Desondanks staat hij in hoog aanzien vanwege zijn vermogen schijnbaar ongeneeslijk zieke patiënten te diagnosticeren en te behandelen. Dit, en zijn voorliefde voor medische vraagstukken, maken van hem de laatste hoop voor “onbehandelbare” patiënten met ongewone en mysterieuze ziektes.
House’s filosofie is het gemakkelijkst als volgt te stellen: “The truth of the human condition is that everyone lies. The only variable is about what."
Dr. James Wilson (Robert Sean Leonard), hoofd Oncologie, is de enige vriend van House en ook de enige die al zijn onhebbelijkheden accepteert. Hij probeert House zich zo sociaal mogelijk te laten gedragen. Met Dr. Lisa Cuddy, hoofd van het ziekenhuis, heeft House een haat-liefdeverhouding. Zij waardeert hem om zijn werk, maar heeft haar handen vol aan zijn gedrag.
Om de pijn in zijn been te bestrijden gebruikt House Vicodin. Dit middel is ook een bron van conflicten, omdat het verslavend werkt en zijn collega's denken dat het zijn werk negatief beïnvloedt. Maar vooral als hij het middel niet heeft, levert dat problemen op. 

### Seizoen een, twee en drie
Dokter Gregory House heeft een eliteteam van jonge medische experts verzameld waar hij mee samenwerkt. Dr. Eric Foreman (Omar Epps) is een neuroloog met een enigszins verdacht verleden, Dr. Allison Cameron (Jennifer Morrison) een gepassioneerde immunoloog en Dr. Robert Chase (Jesse Spencer) is een slimme, maar verwaande IC-arts. Samen met hen probeert House op onconventionele wijze het leven van patiënten te redden. Zo laat hij bijvoorbeeld gerust een teamlid inbreken in het huis van een patiënt, om op zoek te gaan naar aanwijzingen die de ziekte zouden kunnen verklaren. Naast het oplossen van de medische puzzel spelen de persoonlijke omstandigheden van de diverse spelers een rol. Zo ontmoet Chase zijn vader na heel lang geen contact te hebben gehad, wordt Cameron verliefd op House, krijgt Foreman een dodelijke infectie, gaat Wilson weer eens scheiden en trekt noodgedwongen in bij House en krijgen Chase en Cameron een relatie. House zelf wordt geconfronteerd met een uiterst ambitieuze bestuursvoorzitter en een rancuneuze politieman. Ook zijn voormalige geliefde Stacy (Sela Ward), komt weer in zijn leven. Eerst doordat haar echtgenoot een onduidelijke aandoening heeft, later wordt zij jurist in dienst van het ziekenhuis.

### Seizoen vier
Nadat in de finale van seizoen drie Foreman en Cameron ontslag hebben genomen en Chase wordt ontslagen, begint seizoen vier met House die alleen een zaak probeert op te lossen. Cuddy dwingt hem echter een nieuw team aan te nemen en hij antwoordt op dit verzoek door veertig mensen aan te nemen; dit tot Cuddy's grote ergernis. Na een soort spel voor House, met goede en slechte antwoorden van de kandidaten en juiste en onjuiste diagnoses bleven er uiteindelijk drie mensen over die het nieuwe team van House vormen: Dr. Chris Taub (Peter Jacobson), Dr. Lawrence Kutner (Kal Penn) en Dr. Remy 'Thirteen' Hadley (Olivia Wilde). Saillant detail is dat de acteurs die de veertig sollicitanten speelden niet van tevoren wisten wie van hen over zouden blijven. Pas na het verschijnen van het script van een nieuwe aflevering werd er bekend wie er afviel. Voor de acteurs was het derhalve ook een echte afvalrace. De laatste die afvalt is Amber (Anne Dudek). Zij komt echter terug als de vriendin van Wilson. Foreman probeert ergens anders aan het werk te komen, maar omdat hij te veel de werkwijze van House heeft overgenomen lukt dat niet en komt hij terug naar Princeton om weer voor House te werken. Ook Chase en Cameron werken nog in hetzelfde ziekenhuis, al krijgen ze veel minder speeltijd en komen alleen af en toe in beeld bij een consult, operatie (Chase) of als de Eerste Hulp (Cameron) in beeld komt. De finale van dit seizoen is een dubbelaflevering waarin House zijn geheugen kwijtraakt bij een busongeluk. Ook Amber zit in dezelfde bus en zal uiteindelijk (indirect) aan de verwondingen die ze hierbij oploopt overlijden.
Vanwege de staking van de Amerikaanse bond van tekstschrijvers ('Writers Guild of America') die duurde van 5 november 2007 tot 12 januari 2008 telt dit seizoen slechts 16 afleveringen in plaats van de geplande 24.

### Seizoen vijf
Thirteen heeft deze bijnaam te danken aan het nummer dat ze had bij de afvalrace tijdens de sollicitatieperiode. In seizoen vier is gebleken dat ze de (op termijn dodelijke) ziekte van Huntington heeft. Haar collega’s krijgen dat op de bekende botte manier van House te horen. Hij vindt dat het haar beoordelingsvermogen beïnvloedt. Wel krijgt ze een relatie met Foreman. Wilson wil weg bij het Princetonziekenhuis, volgens House een belachelijke beslissing omdat het zijn carrière doet mislukken, maar ook omdat hij zijn enige vriend kwijt zal raken. Cuddy’s biologische klok tikt door en ze besluit dat ze een kind wil. Eerst van zichzelf en later door middel van adoptie. House maakt het haar natuurlijk niet makkelijk, maar op zijn manier helpt hij haar wel. De vader van House overlijdt en House wil niet naar de begrafenis omdat hij zegt te weten dat het niet zijn biologische vader is. Wilson forceert een doorbraak. House huurt een privédetective in, Lucas Douglas (Michael Weston), om Wilson en zijn staf te bespioneren.
Kutner pleegt tot ontzetting van iedereen halverwege de serie zelfmoord waardoor Foreman actiever wordt in het team. Later vraagt Chase Cameron nog ten huwelijk en na het wegwerken van enige obstakels vindt de ceremonie plaats tijdens de laatste aflevering. House is daar niet bij. Zo tegen het eind van het seizoen begint hij te hallucineren in de persoon van Amber, de overleden vriendin van Wilson, die hem in de war maakt bij het stellen van diagnoses. Hij probeert van alles om ervanaf te komen, maar uiteindelijk geeft hij toe dat hij hulp nodig heeft en als cliffhanger zien we dat Wilson House aflevert bij een psychiatrisch ziekenhuis.

### Seizoen zes
Begint met een extra lange aflevering waarin we House meemaken in het psychiatrisch ziekenhuis. Uiteraard vindt hij dat hij weer naar huis kan nadat hij is afgekickt van de Vicodin. Maar zijn psychiater vindt van niet en zolang House niet genezen is verklaard krijgt hij zijn artsenlicentie niet terug. Hij probeert eerst de artsen en verplegers op stang te jagen zodat ze hem van ellende zullen ontslaan. Maar daar steken ze een stokje voor. Vervolgens probeert hij het met misleiding en als dat ook niet helpt geeft hij zich over aan de behandeling. Tussendoor heeft hij aardig wat invloed op zijn medepatiënten.
Na zijn ontslag gaat hij op verzoek van zijn psychiater bij Wilson inwonen om de kans minder groot te maken dat hij een terugval krijgt. Foreman heeft inmiddels de leiding over het team op zich genomen, maar dat gaat niet van een leien dakje. Door zijn liefdesrelatie met Thirteen heeft hun zakelijke contact er onder te lijden. Het lijkt hem het beste dat hij haar ontslaat. Als hij dat doet gaat ze bij hem weg. Taub wil alleen onder House werken en neemt zelf ontslag. Chase en Cameron springen wel bij, maar soepel loopt het allemaal niet. House komt weer terug en ziet kans Taub en Thirteen terug te halen. Inmiddels krijgt Cuddy een relatie met Douglas, de privédetective. Een aflevering is grotendeels gewijd aan Cuddy, we zien haar gedurende een dag worstelen met een paar complexe bestuurlijke problemen. Ook Wilson heeft een aflevering die grotendeels aan hem is gewijd. Hij koopt een ander appartement en House gaat met hem mee. Zo tegen het eind van het seizoen krijgt hij een relatie met een van zijn ex-vrouwen, wat uiteraard koren op de molen van House is. Verder zien we dat Chase en Cameron (huwelijks)problemen krijgen door een medische handeling van Chase.

### Seizoen zeven
Na de seizoensfinale van seizoen zes, waarin je ziet dat House en Cuddy een relatie krijgen, proberen House en Cuddy hun relatie op het werk te laten werken. Cuddy wil het eerst geheim houden, maar House vertelt dit natuurlijk aan iedereen. Verder zien we dat Thirteen het team van House verlaat. Wanneer Cuddy een ernstige ziekte aan haar nieren blijkt te hebben weet House zich geen raad. Om de pijn te verlichten neemt hij een paar Vicodin. Dit valt niet goed bij Cuddy, want dit geeft haar de indruk dat House er alleen voor haar kan zijn onder invloed van Vicodin. Daarom maakt Cuddy het uit en gaat House wanhopig weer definitief terug aan de Vicodin. Hij probeert zo veel mogelijk uit de "break up" te halen, zoals een plasma-tv, een monstertruck en een bruiloft. In de seizoens finale rijdt House met zijn auto Cuddy's huis binnen. Hierna belandt hij voor ongeveer 8 maanden in de gevangenis.

### Seizoen acht
Dit seizoen begint met een scène waarin House wordt verteld dat hij nog maar een week in de gevangenis hoeft te zijn, mits hij zich goed gedraagt. Verder wordt er in dit seizoen veel opgebouwd naar de ultieme House MD-finale, die op 21 mei 2012 in Amerika werd uitgezonden.
Bij Wilson wordt kanker geconstateerd, Thirteen komt terug en Foreman neemt Cuddy's baan over. Na een grap doet House er alles aan om uit de gevangenis te blijven. Hij vraagt stervende mensen om in zijn plaats de gevangenis in te gaan. House zet zijn eigen dood in scène, zodat hij uit de gevangenis blijft, geen zelfmoord hoeft te plegen (dood zijn lijkt hem saai) en hij Wilson een paar goede "laatste maanden" kan geven. Terwijl Wilson spreekt op Houses geënsceneerde begrafenis is dit aardig begonnen, maar nadat dit niet lukte begon hij de harde waarheid over House te vertellen en krijgt hij een sms: "shut up, you idiot." Wilson vindt House en samen gaan ze de laatste vijf maanden van Wilsons leven vieren.

## Verloop aflevering
Afleveringen van de serie verlopen vaak volgens een vast stramien:
- Bij een patiënt manifesteert zich een aandoening, meestal in acute vorm en levensbedreigend.
- House en zijn ondergeschikten beginnen aan de differentiële diagnose en proberen de ziekte te herkennen en te bestrijden.
- Onveranderlijk zitten zij ernaast, hetgeen blijkt uit de verslechterende toestand van de patiënt (soms juist door toedoen van de betreffende medicijnen).
- Rond de 38e minuut van een aflevering krijgt House dan een "openbaring" (meestal door iets dat totaal ongerelateerd is aan de symptomen), waarna hij de juiste diagnose stelt. Meestal gaat het om een extreem zeldzame aandoening die vrijwel geen enkele arts ooit te zien krijgt: de serie heeft wat dit betreft geen enkele medische realiteitswaarde. In drie seizoenen heeft hij slechts één maal een foute einddiagnose gesteld, onder invloed van narcotica-onthouding.

Tussendoor behandelt hij op vrijwel achteloze wijze patiënten met normale symptomen, iets waar hij een hekel aan heeft. Invallen voor poliklinische diensten zijn een geregeld terugkomend voorwerp van weddenschappen.

## Rolverdeling
- Hugh Laurie - Dr. Gregory House - Hoofd afdeling "Diagnostic Medicine", specialist in besmettelijke infectieziekten en nefroloog.
- Robert Sean Leonard - Dr. James Wilson - Hoofd afdeling Oncologie en House' beste (en enige) vriend.
- Lisa Edelstein - Dr. Lisa Cuddy  - Hoofd van Princeton Plainsboro Teaching Hospital (PPTH). Ze is dan ook House' baas. Cuddy is endocrinoloog. (Tot en met seizoen 7)
- Jesse Spencer - Dr. Robert Chase - IC-arts, werkte onder leiding van House. Nadat hij in de finale van seizoen 3 werd ontslagen door House, is hij werkzaam als chirurg op de chirurgieafdeling van PPTH. Nadat het team van House in het begin van seizoen 6 flink is uitgedund keert hij samen met Cameron terug in het team.
- Omar Epps - Dr. Eric Foreman - Neuroloog, werkt onder leiding van House. Nadat hij in seizoen 3 ontslag had genomen, maar nergens werk kon vinden doordat hij veel eigenschappen van House had overgenomen is hij teruggekomen naar PPTH om weer voor House te werken. In seizoen 8 is Foremann hoofd van het Princeton Plainsboro Teaching Hospital (PPTH). Hij heeft deze taak overgenomen van Cuddy.
- Peter Jacobson - Dr. Chris Taub - Plastisch chirurg, werkte onder leiding van House. In de aflevering 'Ugly' werd duidelijk waarom hij gestopt was met zijn praktijk, namelijk omdat hij overspel had gepleegd met een zuster en zijn partners hem alleen beloofden om dit stil te houden als hij ontslag zou nemen. Van de drie nieuwe teamleden is Taub degene die het meest tegen House ingaat. Aan het begin van seizoen 6 stapt hij op omdat hij denkt dat House is gestopt met werken bij PPTH.
- Olivia Wilde - Remy Hadley - Thirteen - Internist, was nummer 13 van de 40 mensen die House had aangenomen voor de baan en iedereen blijft haar 'Thirteen' noemen, ook al is het 'spel' over. In 'House's Head' noemt Cuddy haar 'dr. Hadley', waarop House tegen Cuddy zegt dat hij haar naam niet eens weet. In de aflevering 'Emancipation' stelt zij zichzelf echter voor als Remy Hadley. In de aflevering 'You Don't Want To Know' komt uit dat Thirteens moeder is gestorven aan de ziekte van Huntington. In de finale van seizoen 4 besluit ze zichzelf toch eindelijk te testen en komt uit dat ze de ziekte ook heeft. Foreman en House hebben beiden opmerkingen gemaakt over haar vermeende biseksualiteit. Dit vermoeden wordt in seizoen 5 bevestigd. In seizoen 5 krijgt ze een relatie met Foreman die aan het begin van seizoen 6 wordt beëindigd nadat Foreman haar ontslaat uit het team.

| Acteur              | Rol                        | Hoofdrol in afleveringen                        | Hoofdrol in seizoen | Hoofdrol in jaar | Aantal afleveringen | Bijrol in seizoen | Bijrol in jaar   |
| ------------------- | -------------------------- | ----------------------------------------------- | ------------------- | ---------------- | ------------------- | ----------------- | ---------------- |
| Hugh Laurie         | Dr. Gregory House          | 1–177                                           | 1–8                 | 2004–2012        | 177                 |                   |                  |
| Lisa Edelstein      | Dr. Lisa Cuddy             | 1–110, 113–155                                  | 1–7                 | 2004–2011        | 153                 |                   |                  |
| Robert Sean Leonard | Dr. James Wilson           | 1–88, 90–111, 113–155, 157–177                  | 1–8                 | 2004–2012        | 174                 |                   |                  |
| Jesse Spencer       | Dr. Robert Chase           | 1–110, 113–155, 160–177                         | 1–8                 | 2004–2012        | 170                 |                   |                  |
| Omar Epps           | Dr. Eric Foreman           | 1–110, 113–155, 157–177                         | 1–8                 | 2004–2012        | 172                 |                   |                  |
| Jennifer Morrison   | Dr. Allison Cameron        | 1–110, 113–118, 127, 177                        | 1–6                 | 2004–2010        | 117                 | 8                 | 2012             |
| Peter Jacobson      | Dr. Chris Taub             | 79–110, 113, 118–155, 160–177                   | 4–8                 | 2007–2012        | 88                  | 4                 | 2007             |
| Olivia Wilde        | Dr. Remy „Thirteen“ Hadley | 79–110, 113–115, 118–133, 150–155, 158, 176–177 | 4–8                 | 2007–2011, 2012  | 60                  | 4                 | 2007             |
| Kal Penn            | Dr. Lawrence Kutner        | 79–106, 177                                     | 4–5                 | 2007–2009        | 28                  | 4, 5, 8           | 2007, 2009, 2012 |
| Amber Tamblyn       | Dr. Martha M. Masters      | 138–151, 177                                    | 7                   | 2010–2011        | 14                  | 8                 | 2012             |
| Odette Annable      | Dr. Jessica Adams          | 156, 158–177                                    | 8                   | 2011–2012        | 21                  |                   |                  |
| Charlyne Yi         | Dr. Chi Park               | 157–177                                         | 8                   | 2011–2012        | 21                  |                   |                  |

## Terugkerende cast
- Steve McQueen - Een door Dr. House zelf gevangen rat die dienstdeed als huisdier en tevens regelmatig als proefkonijn door zijn baasje werd ingezet. Deze rat is vernoemd naar de acteur waar Hugh Laurie fan van is. Steve McQueen is aan een natuurlijke dood gestorven.
- Coma Guy - Een naamloos personage dat al vele jaren in coma ligt. Dr. House brengt veel tijd bij hem door, niet als dokter, maar om te ontsnappen aan confrontaties, zijn lunch te nuttigen of om z'n favoriete televisieseries te kijken. Niet te verwarren met Vegetative State Guy, die in de aflevering 'Son of a Coma Guy' te zien was. (Seizoen 3)
- Nurse Brenda Previn - Hoofdverpleegkundige. Heeft een flinke dosis ironie.
- Marco - Apotheker in PPTH.
- Michael Weston - Lucas Douglas - Privé-detective die House inhuurt om Wilson in de gaten te houden. Ook gebruikt House hem om in de privélevens van zijn team te spitten. In seizoen 6 is dit de vriend van Lisa Cuddy.
- Nurse Jeffrey Sparkman Een mannelijke verpleegkundige die een bloedhekel heeft aan House en hem ook op zijn plaats zet. Acteur Patrick Price vertolkt hem in 2 afleveringen van seizoen 6 en Nurse Jeffrey Sparkman is de hoofdrolspeler in de 'Bitchtapes' in de InHouse App voor de iPod en iPhone, die in de zomer van 2010 elke maandag uit werd gebracht. Nurse Jeffrey gaat hierin op zoek naar bewijs dat Gregory House iets doet wat niet door de beugel kan.

## Niet langer in cast
- Chi McBride - Edward Vogler (zes afleveringen, 2005) - Miljardair, eigenaar van een farmaceutisch bedrijf. Door heel veel geld in het ziekenhuis te steken wordt hij hoofd van bestuur van het ziekenhuis. Al snel komt hij met House in conflict omdat hij vindt dat 'diagnostics' te veel geld kost en House te onconventioneel is. Hij probeert House in het gareel te krijgen onder andere door hem te dwingen een van de artsen te ontslaan. Wanneer dat alles niet lukt probeert hij House te gebruiken om een van zijn medicijnen te promoten. House saboteert de actie echter en Vogler probeert dan House te ontslaan, maar hij moet dan wel het bestuur zover zien te krijgen. Uiteindelijk mislukt zijn opzet en hij vertrekt weer, met zijn geld.
- Sela Ward - Stacy Warner - Ex-vriendin van Dr. House waarmee hij in het verleden samenwoonde en voormalig advocaat van het Princeton-Plainsboro Teaching Hospital. We zien Stacy voor het eerst in de aflevering 'Three Stories' waarin wordt uitgelegd hoe House aan z'n manke been komt. In de aflevering 'Honeymoon' zien we hoe ze House smeekt om hulp omdat haar man, Mark, volgens haar erg ziek is. House stelt de diagnose voor Mark en Stacy wordt door Cuddy aangenomen als advocaat voor het ziekenhuis. Stacy blijft tot de elfde aflevering van het tweede seizoen 'Need to Know'. Stacy besloot in deze aflevering om voor House te kiezen, maar verlaat in dezelfde aflevering het ziekenhuis omdat House heeft gezegd dat ze beter af is zonder hem.
- David Morse - Michael Tritter - Detective Michael Tritter zien we voor het eerst in de vijfde aflevering van het derde seizoen "Fools for Love". Hij komt naar de kliniek met een probleempje, House ziet al wat er aan de hand is maar Tritter wil hem niet geloven. House wil weggaan, maar Tritter schopt zijn stok weg zodat House bijna tegen de deur valt. House besluit om toch maar even te kijken of het een infectie is en steekt de thermometer op een wat oncomfortabele plaats om daarna weg te lopen. En zo begint de 'Tritter arc'. Tritter zint op wraak, eist excuses en gaat uiteindelijk achter House aan door zijn drugsgebruik en het feit dat hij Wilsons handtekening heeft vervalst om Vicodin te krijgen. Hierna volgen wat slechte tijden voor de vriendschap tussen House en Wilson, aangezien Wilsons auto wordt meegenomen, zijn bankrekening geblokkeerd en hij mag ook geen recepten meer uitschrijven in verband met een 'politieonderzoek'. Waar Tritter de bevoegdheid vandaan haalt om Wilson dit allemaal aan te doen is een raadsel. Stacy Warner zou Wilson hier waarschijnlijk beter mee hebben kunnen helpen dan zijn huidige advocaat. House zelf doet er alles aan om toch Vicodin te krijgen, terwijl Tritter iedereen irriteert met zijn vragen en constante kauwgomgekauw. Uiteindelijk komt het aan op een rechtszaak en na een interessante wending in de rechtszaal is toch eindelijk het einde aangekomen van de 'Tritter arc'. We zien Tritter voor het laatst in de elfde aflevering van het derde seizoen 'Words and Deeds'.
- Anne Dudek - Amber Volakis - Ook bekend als 'Cutthroat Bitch' (vrij vertaald: doortrapt kreng, in de ondertiteling vaak Achterbaks Loeder). Amber was een van de 40 potentiële kandidaten voor een baan onder leiding van House. Ze zat in de 'top 4', maar werd uiteindelijk als laatste ontslagen. Ze keert echter verrassend terug in de elfde aflevering van het vierde seizoen, als Wilsons nieuwe vriendin. House en Amber hebben het vaak met elkaar aan de stok en ruziën vooral over wie tijd mag doorbrengen met Wilson. In de seizoensfinale van seizoen vier, een dubbelaflevering, neemt Amber afscheid van de serie. Door de gevolgen van een ongeluk en een verkeerd "onschuldig" medicijn, overlijdt de vriendin van Wilson. Ook aan het eind van seizoen 5 keert ze terug als hallucinatie van House. Hetzelfde geldt voor seizoen 8. In de laatste aflevering keert ze nog eenmaal terug als hallucinatie.
- Kal Penn - Dr. Lawrence Kutner - Gespecialiseerd in sport en herstel. Werkt onder leiding van House. Kutner is het meest enthousiaste nieuwe teamlid en vindt de illegale praktijken van House vermakelijk. In aflevering 20 van seizoen 5 blijkt hij om onduidelijke reden zelfmoord te hebben gepleegd door een schot in de slaap met zijn eigen wapen. Acteur Kal Penn (dokter Kutner) was vrijwilliger voor het campagneteam van Barack Obama en kreeg, na diens verkiezing tot president van de VS, halverwege seizoen 5 een baan aangeboden op het Witte Huis. Dit was de aanleiding voor het abrupte verdwijnen van zijn karakter uit de serie.
- Jennifer Morrison - Dr. Allison Cameron - Immunoloog, werkte onder leiding van House. Nadat ze haar ontslag had aangeboden in de finale van seizoen 3, is ze werkzaam als senior behandelend arts op de Eerste Hulp afdeling van PPTH. Nadat het team van House in het begin van seizoen 6 flink is uitgedund keert zij samen met Chase terug in het team. Op 26 september 2009 werd door Fox bekendgemaakt dat Morrisons personage Allison Cameron stopt in het midden van House seizoen 6.[3]

## Prijzen
In 2006 ontving House een prestigieuze Peabody Award, de Peabody jury noemde House de meest vernieuwende medische serie in de afgelopen tien jaar, met name door het uiterst onorthodoxe hoofdpersonage; Dr. Gregory House.
Bedenker David Shore won in 2005 een Emmy Award voor zijn werk in de aflevering Three Stories uit seizoen 1.
2006 en 2007 vormden goede jaren voor Hugh Laurie, voor zijn rol als Dr. Gregory House ontving hij twee jaar na elkaar de Golden Globe voor Beste acteur in een Televisie dramaserie. Ook ontving Hugh Laurie in 2007 en 2009 de Screen Actors Guild Award voor 'Uitstekende prestatie door een mannelijke acteur in een dramaserie'.
De serie heeft meerdere Emmy Awards gewonnen in verschillende categorieën en in 2010 ook voor Hugh Laurie voor 'Outstanding Lead Actor in a Drama Series'.

## Trivia
- In de meeste afleveringen drinkt House uit dezelfde rode beker. Als hij een keer uit de beker van een collega drinkt, constateert House dat die collega, die op dat moment ziek thuis is, waarschijnlijk een loodvergiftiging heeft en daarom ziek is: de beker is een product van knutseltijd op school en beschilderd met loodhoudende verf.
- Cameron, Chase en Foreman worden vaak 'Ducklings' genoemd in het 'House' fandom, omdat ze House overal in volgen en zich makkelijk laten overhalen. Op TWOP worden ze de 'Cottages' genoemd, oftewel 'kleine huisjes (houses)'
- De zeldzame ziekte lupus wordt erg vaak genoemd in de serie als een mogelijke diagnose voor een patiënt. David Shore kreeg zelfs een prijs van de organisatie Lupus L.A. voor het bekender maken van deze ziekte.
- Vanwege staking van de scriptschrijvers telt seizoen 4 slechts 16 afleveringen. De staking begon na aflevering 12 en duurde 4 maanden. Aanvankelijk wilde FOX direct verder beginnen met seizoen 5, maar omdat het seizoen niet een volwaardige slotaflevering had gekend, werd besloten er toch nog 4 afleveringen bij te maken die tot de ontknoping van het seizoen moesten leiden.